# Вероніка чебрецелиста
Вероніка чебрецелиста (Veronica serpyllifolia) — багаторічна трав'яниста рослина, вид роду вероніка (Veronica) родини подорожникові (Plantaginaceae).

## Ботанічний опис
Стебла висотою 10–25 (до 40) см, висхідні, повзучі або лежачі, укоріняються, голі або коротко запушені, слабкі, тонкі, гіллясті від основи.
Листки цілісні, коротко запушені або голі, блискучі, супротивні, нижні та у неквітучих пагонів з короткими черешками або сидячі, іноді зближені у прикореневу розетку, округлі або яйцеподібні, на верхівці тупі, цілокраї або по краю неясно тупозубчаті, довжиною 5–22 мм, шириною 3–10 см. Середні — розставлені, сидячі, довгасто-яйцеподібні або довгасто-ланцетні до ланцетних. Верхні — поступово переходять в довгасті приквітки.
Суцвіття — верхівкові та бічні пазушні китиці, прямостоячі, багатоквіткові, пухкі, довжиною 2–20 см, при плодах подовжені, в пазухах дрібних приквітків квітки більш менш розставлені. Чашечка з довгасто-яйцеподібними, довгастими та рівними, тупими частками; Віночок довжиною 3–4 мм, білий, блакитний або білуватий, з рожевими жилками.
Плід — коробочка, широко обернено-серцеподібна, довжиною 3,5–4 мм, шириною 4–5 мм, сплюснута, біля основи округла, на верхівці з неглибокою тупою виїмкою, залозисто-війчата. Насіння плоске, щитоподібне, овальне, довжиною близько 1 мм, численне.
Плід — коробочка, округло-еліптична, трохи стиснута, з тонкими стулками, довжиною 2–3 мм, по ширині трохи перевищує довжину, гола, з маленькою виїмкою на верхівці або без виїмки. Насіння численне, еліптичне, плоско-опукле, сплюснуте, дрібне, бородавчасте, жовтувате, облямоване.

## Поширення
Вид поширений у Європі, Азії, у Північній та Південній Америці, Африці; в Україні майже повсюдно, рідше у степу, росте на вологих луках, лісових галявинах, посеред чагарників та біля доріг.